# Revolução de Liège
A Revolução de Liège, também conhecida como Revolução Feliz (em francês:  Heureuse Révolution; em Valão: Binamêye revolucion),  contra o príncipe-bispo reinante de Liège, iniciado em 18 de agosto de 1789 e durou até a destruição da República de Liège e o restabelecimento do Príncipe-Bispado de Liège pelas forças austríacas em 1791. A Revolução de Liège foi concomitante com a Revolução Francesa e os seus efeitos foram duradouros e eventualmente levaram à abolição do Príncipe-Bispado de Liège e à sua anexação final pelas forças revolucionárias francesas em 1795.

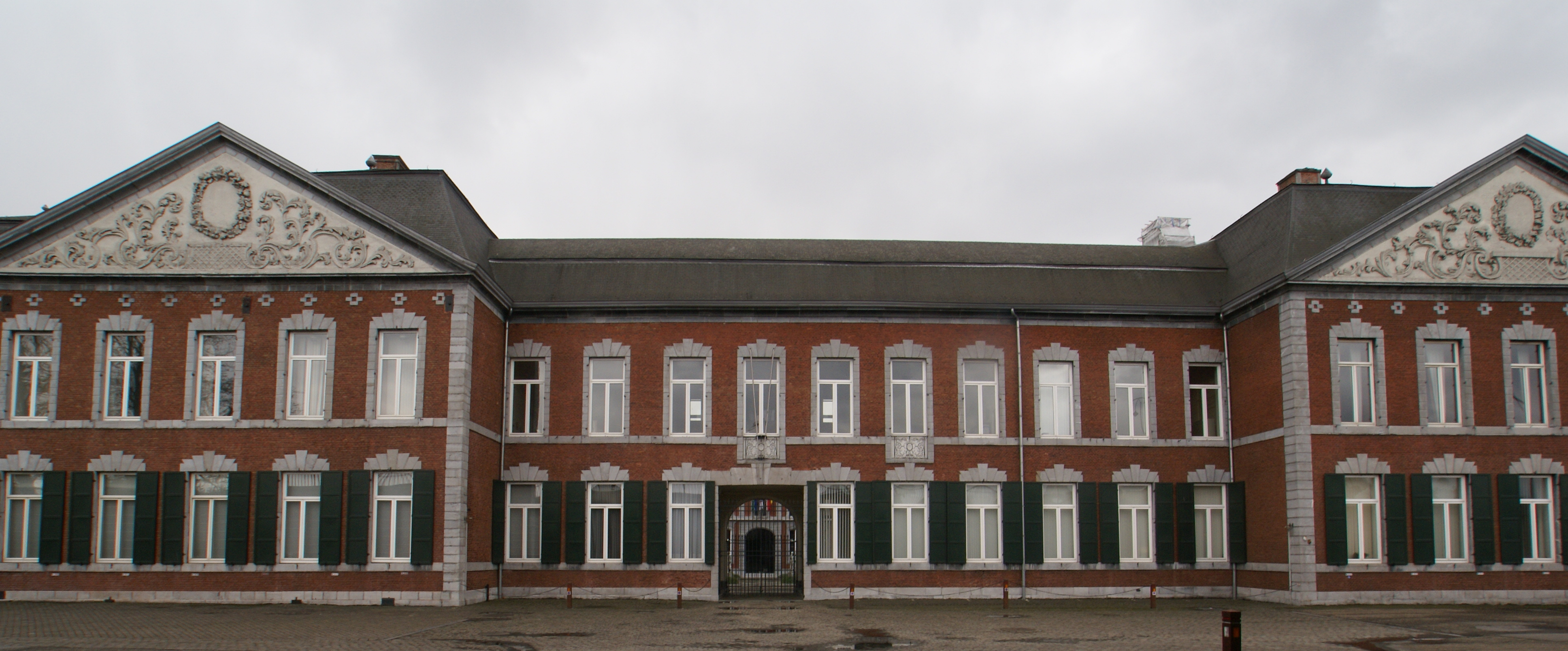
A residência de verão dos príncipes-bispos em Seraing

## Linha do tempo
- 985: Otão II, Sacro Imperador Romano, faz do bispo da Diocese Católica Romana de Liège, Notker de Liège, o príncipe de um novo principado que se sobrepõe a uma parte da grande diocese – o Príncipe-Bispado de Liège.
- 985–1772: Ao longo dos séculos, alguns dos príncipes-bispos de Liège expandem as propriedades do principado, embora nunca alcancem toda a área da diocese.
- 1772: Velbrück é nomeado príncipe-bispo de Liège, incentiva as artes e novas ideias até sua morte em 1784.
- 1784: Hoensbroeck substitui Velbrück como príncipe-bispo, ele é muito mais autoritário e reacionário que seu antecessor.
- 1789: A revolução irrompe simultaneamente em Paris e Liège. Hoensbroeck foge para a Alemanha e a República de Liège é proclamada.
- 1791: Primeira restauração – o exército austríaco coloca Hoensbroeck de volta ao poder e a maioria dos apoiantes da República exila-se em Paris.
- 1792: Hoensbroeck morre e é substituído por François-Antoine-Marie de Méan, que tem que fazer uma fuga rápida após a batalha de Jemappes. Isto permite que as tropas francesas comandadas por Dumouriez assumam o controle do Principado de Liège e dos Países Baixos austríacos.
- 1793: Os cidadãos de Liège votam pela anexação do principado pela França, mas os austríacos derrotam os franceses na Batalha de Neerwinden e colocam um príncipe-bispo de volta no comando de Liège.
- 1794: Nas batalhas de Fleurus e Sprimont, os franceses recapturam o principado.
- 1795: A Convenção Nacional Francesa endossa a incorporação do principado à França.

## Origens do descontentamento (1684-1789)

### Funcionamento político do principado
Desde a decisão de 1684 instituída por Maximiliano Henrique da Baviera, em princípio o príncipe-bispo de Liège tinha que governar o principado de acordo com os três estados – o primeiro estado (alto clero e cónegos da catedral de Saint-Lambert), o espólio nobre (15 famílias, destinadas a representar todo o campo), e o terceiro espólio (representando as classes médias e os artesãos organizados por 32 ofícios). 
A eleição dos prefeitos e do conselho foi feita pelo príncipe e pelos 32 ofícios. Estas foram divididas em 16 câmaras, cujos membros eram nomeados vitaliciamente, formando um órgão eleitoral. Estas câmaras eram compostas por 20 nobres, patrícios e 'rentistas', 10 mercadores notáveis e 6 artesãos.  Os próprios comissários dos artesãos foram nomeados por 28 comissários, dos quais 12 foram nomeados pelo príncipe-bispo e 16 pelas paróquias.  O terceiro estado incluía também os representantes das "bonnes villes" do principado, eleitos por 567 eleitores. Formados pelos prefeitos de todas essas cidades, eram quase totalmente obedientes ao príncipe-bispo e ao primeiro estado e perderam completamente o poder parcial que tinham dos séculos XIV ao XVII. O baixo clero, a pequena nobreza, as classes médias industriais, os trabalhadores e os camponeses tinham um papel muito limitado nos assuntos públicos, enquanto a posição das classes trabalhadoras não era invejável, com elevada pobreza e desemprego causando um apoio crescente às mudanças políticas e à justiça social.

### Visões iluministas sobre Liège
Os filósofos do século XVIII estavam longe de ser unânimes na sua opinião sobre o Principado de Liège. Alguns viam no funcionamento do seu Estado todas as características de uma república, enquanto outros viam o poder do bispo como o de um tirano. O relato de Louis de Jaucourt sobre Liège na Encyclopédie afirma:
[Aqui há] 32 faculdades de artesãos, que participam do governo e sustentam as facilidades da cidade. [O estado de Liège mostra-se] como uma república livre, governada por prefeitos, pelos seus senadores e por outros magistrados municipais. [No entanto] o seu número de igrejas, abadias e mosteiros oprime-o consideravelmente.
Por outro lado, as críticas de Voltaire ao governo de Liège foram contundentes, escrevendo na Idée républicaines par un membre d'un corps, critique du Contrat social   sobre Notker de Liège, o fundador do principado:
É um insulto à razão e à lei pronunciar as palavras “governo civil e eclesiástico”. Quando o nosso bispo, feito para servir e não para ser servido, feito para apoiar os pobres e não devorar o seu sustento, feito para catequizar e não para dominar, aventura-se, em tempos de anarquia, a ter o direito de ser o príncipe da cidade da qual não é o pastor, ele é manifestamente culpado de rebelião e tirania.

### Velbruck: um primeiro passo em direção ao Iluminismo

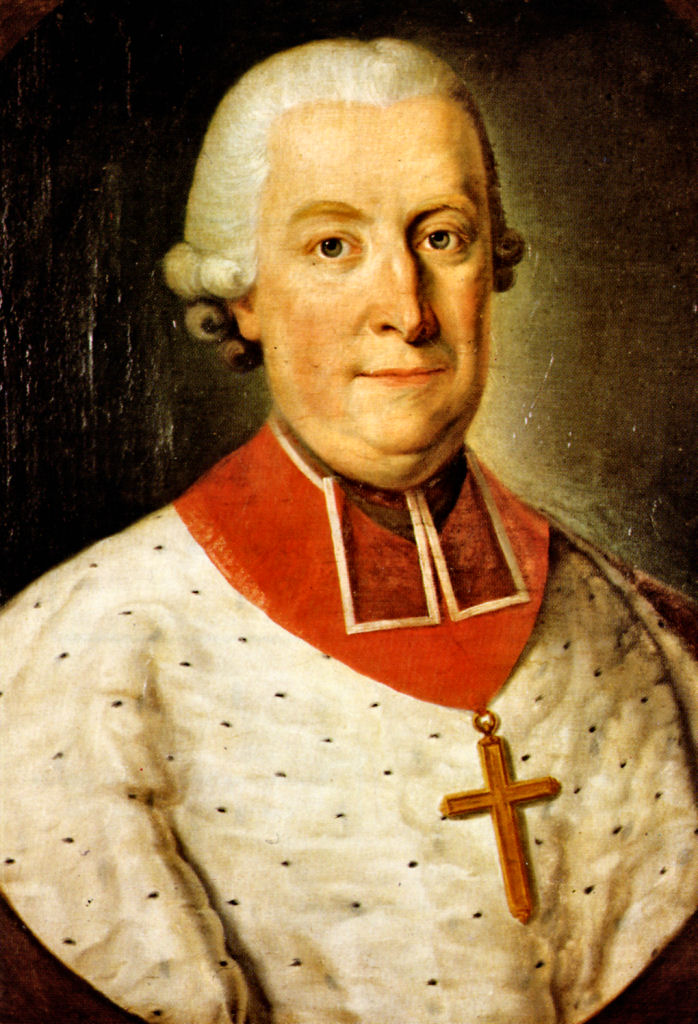
Retrato de Velbruck

Ao ser eleito príncipe-bispo em 1772, o pró-iluminista François-Charles de Velbruck (1772-1784) tornou-se chefe de um principado eclesiástico que se tornara particularmente atrasado na sua vida intelectual e nos seus estudos científicos e literários. Mostrou-se favorável aos filósofos e às novas ideias da época. Ele agiu como um déspota esclarecido como seus contemporâneos Frederico II da Prússia, Catarina II da Rússia e José II, Sacro Imperador Romano. Tal como eles, não lhe faltaram ideias, dando o seu aval a escritores filosóficos proibidos de publicação em França  como o Journal encyclopédique, com a condição de que um exemplar de cada livro fosse depositado na biblioteca de Liège.
Para estimular o gosto pelas artes, letras e ciências, criou uma academia pública de pintura, escultura e gravura em 1774. Em 1779 ele fundou a "Société libre d'Émulation" e a Société littéraire de Liège, como locais para a intelectualidade de Liège se encontrar e estudiosos estrangeiros - elas se tornaram um foco para muitos líderes posteriores da revolução. As atividades das sociedades incluíram apresentações de obras e descobertas de cientistas, artistas e poetas. No entanto, a falta de dinheiro e de poder significou que estes projectos nem sempre tiveram sucesso - o principado mostrou nesta época uma certa letargia e estreiteza de visão que impediu o progresso real.
As tentativas de Velbrück para combater problemas sociais como a pobreza ou a desigualdade de classes foram muitas, mas não conseguiram produzir um efeito real na situação deplorável. Tentou fazer mudanças em muitas áreas, inclusive na saúde pública, criando o Hôpital général Saint-Léonard para receber e ajudar os necessitados, um curso gratuito de obstetrícia e estabelecimentos para lidar com doenças. Ele sistematicamente ministrava a extrema-unção aos condenados à morte.  No início do seu reinado, Velbrück procurou colocar mais igualdade no sistema fiscal, pensando que toda a tributação tinha apenas um propósito, o bem público – ele não conseguiu levar isso a cabo, devido à oposição das ordens privilegiadas.
Velbrück também reformou a educação, tornando-a acessível a todos, independentemente do género ou classe,  mas criando escolas de caridade gratuitas para crianças pobres e o "Plan d'Education pour la Jeunesse du Pays de Liège", um plano educativo para a principado. Ele queria mudar radicalmente os métodos educativos das escolas jesuítas recentemente suprimidas, orientando o seu ensino para a matemática e as ciências físicas, para proporcionar aos seus alunos objectivos úteis para o seu julgamento crítico. Ele também planejou construir uma grande biblioteca pública.

### Fomento político e econômico
Velbruck foi sucedido como príncipe-bispo em 1784 por César-Constantin-François de Hoensbroeck, hostil a qualquer reforma, cujo governo autoritário atiçava as chamas da revolução. Tentou reverter as reformas de Velbruck e restabelecer os privilégios do clero e da nobreza, não tendo qualquer simpatia pelas aspirações liberais do terceiro estado ou pelos sofrimentos do seu povo. Ele se tornou altamente impopular e os habitantes do principado o apelidaram de “o tirano de Seraing”, em homenagem à residência de verão dos príncipes-bispos.
O principado também passava por uma forte mudança demográfica. A sua população aumentou cerca de 60 por cento entre 1700 e 1785, para 600.000. Isto incluía 60 mil na própria cidade de Liège, comparável em tamanho às populações de Antuérpia e Gante e apenas ligeiramente menor que a de Bruxelas. A população jovem era particularmente grande, um fator na revolução posterior.  As classes médias do principado opuseram-se violentamente ao regime de Hoensbroeck, criticando o seu sistema como não representativo e parasitário, particularmente por isentar a nobreza e o alto clero de impostos. Em 1787, um dos líderes da classe média, Fabry, propôs a abolição dos impostos indirectos que afectavam as classes médias e os pobres, propondo, em vez disso, a criação de um imposto sobre as fortunas dos financeiros. Ele também denunciou a má gestão da cidade, cujo um quarto de suas receitas foi usado para saldar dívidas.

Além disso, as classes médias opuseram-se à submissão do terceiro estado ao príncipe-bispo. O seu programa político propunha o estabelecimento de uma monarquia constitucional, como emerge de um texto de Jean-Nicolas Bassenge, futuro revolucionário:
Habitantes de Liége, sois um povo livre! Um povo é livre quando apenas obedece às leis que ele próprio impõe com o consentimento de todos os indivíduos que o compõem ou pelo [consentimento] dos representantes eleitos e autorizados por eles – portanto, um povo só é livre quando a soberania, poder legislativo, reside em toda a nação. O secretário-chefe da nação, seu chefe e não seu mestre, é o órgão da vontade nacional. Membro da soberania quando faz leis, só lhe é delegado a execução delas. Ele os promulga quando todos concordam – mas ele é apenas o órgão e não o intérprete – ele não pode publicá-los ou alterá-los – ele não pode sequer colocá-los em execução além das normas prescritas.
Por seu lado, apesar de beneficiarem da isenção fiscal, os nobres passaram também a opor-se ao príncipe-bispo e ao alto clero, uma vez que estavam praticamente afastados do poder. Proclamações revolucionárias começaram a circular, inclusive sob os títulos:
- Com ardor, pisoteie a escravidão agora.
- Você não concederá mais impostos se não tiver representação.
- Você deve saber claramente a causa e o uso desses impostos.
- Você nunca pagará para engordar o preguiçoso.
- Você formará leis boas, mas simples, sem engano.
- Quanto ao clero, você deve suprimir corajosamente todos os seus membros inúteis.
- E de suas mãos tomarás de volta os bens supérfluos dos campos.
- Você deve purgar irrevogavelmente a terra dos déspotas.
- Aux gens de loi tu couperas les ongles radicalement. (“Você cortará radicalmente as garras dos advogados”)
- Aux maltotiers tu donneras congé radicalement. ("Você vai "dar licença" radicalmente (= livrar-se?) daqueles que cobram o imposto maltôte")
- Ton estime tu garderas pour les vertus non-pour l'argent. (“Você manterá sua estima pelas virtudes e não pelo dinheiro”)
- Aux dignités tu placeras des gens de bien soigneusement. ("Para dignidades você colocará as pessoas com muito cuidado.")
- Et sans grâce tu puniras tout pervers indistinctement. ("E sem graça você punirá todos os malfeitores igualmente")
- Então você fez suas derrotas em todos os abusos da absolvição. ("Ao fazer isso, você destruirá absolutamente todos os abusos")
- Et de l'esclavage tu deviendras heureux et libre assurément. Ainsi soit-il ("E você certamente se tornará feliz e livre da escravidão")" [15]

Nas vésperas da revolução, tanto os habitantes das cidades como os do campo sofriam uma crise económica. O preço do pão estava a subir e as cidades registavam um elevado desemprego. Em Verviers, onde 25% da população estava desempregada, a situação tornou-se uma catástrofe. No campo, o clero e as comunidades camponesas travavam ações judiciais entre si por não pagarem o dízimo para a manutenção de igrejas, escolas e cemitérios – J. Lejeune afirma que 10% a 11% da produção laboral era dada em dízimos aos capítulos e abadias de Liège e Huy. Os camponeses também buscaram reparação contra a nobreza, que exigia dinheiro para manutenção, e contra a classe média, que se apropriava de terras comunais. Todas as classes também ficaram enojadas com a exportação de grãos, o que agravou a fome no principado – em 1787-1788, 75% dos grãos do principado foram exportados. 
Sob o governo de José II, Sacro Imperador Romano, os Países Baixos austríacos, que faziam fronteira com Liège, passaram por várias reformas que procuravam enfraquecer o controle do clero sobre o estado. Em 1781, um édito de tolerância pôs fim ao estatuto do catolicismo como religião oficial e permitiu que protestantes e judeus prestassem culto livremente e trabalhassem na função pública e em cargos governamentais. Em 1782, foi promulgado um decreto imperial que suprimia as "congregações religiosas inúteis" (isto é, ordens contemplativas), reafirmando o controle do Estado sobre a Igreja. O clero já não podia criticar o Estado e os bispos tinham de prestar juramento civil. Joseph também permitiu o casamento civil e o divórcio e aboliu a heresia como crime, estabelecendo a liberdade de consciência e permitindo que seus súditos frequentassem escolas não-católicas.
Os próprios súbditos do imperador não gostaram destas reformas e iniciaram a Revolução de Brabante em 1787, em parte em oposição às reformas e em parte à forma autoritária como foram impostas.  No entanto, no Principado de Liège estas reformas foram muito discutidas, com a sua classe média a querer o mesmo.

### A casa de apostas em Spa
No século XVIII, especialmente a partir de 1750, a cidade termal de Spa teve grande sucesso como destino de viagem, vendo príncipes e cabeças coroadas chegarem lá a cada temporada. Os "bobelins" de alta classe chegaram às suas vinte nascentes em busca de cura na Inglaterra, França, Holanda, Prússia e Itália e Spa ficou conhecido como o "café de l'Europe".  Entre as atrações da cidade estavam as casas de jogos. As salas de reuniões La Redoute foram inauguradas lá em 1763 como o primeiro cassino moderno da Europa e, em competição, o 'Waux-Hall' do Spa (em homenagem aos Jardins de Vauxhall perto de Londres) abriu suas portas em 1770, apesar da patente exclusiva que proibia o jogo, inicialmente concedida por príncipe-bispo Johann Theodor von Bayern. Em 1774, as duas casas de jogo deixaram de competir e fundiram-se,  participando na nomeação de Spa como Café de l'Europe em 1781.
Uma terceira casa foi construída em 1785, fundada pelo nobre Noel-Joseph Levoz, colocando novamente o privilégio em questão. Esta chegada gerou discussões políticas e depois críticas ao Antigo Regime. Levoz acusou os privilégios de seus concorrentes de serem ilegais e levou o caso ao Tribunal des XXII e depois ao Reichskammergericht em Wetzlar.  Em junho de 1787, Hoensbroeck enviou 200 homens e dois cônegos a Spa para fechar a casa de jogos de Levoz. Este evento, e o longo julgamento que resultou, foram o pretexto para um aumento da oposição a Hoensbroeck, e a eclosão da Revolução Francesa em julho de 1789 forneceu o gatilho final para a própria revolução de Liège.

## Curso

### Revolução (1789-1791)

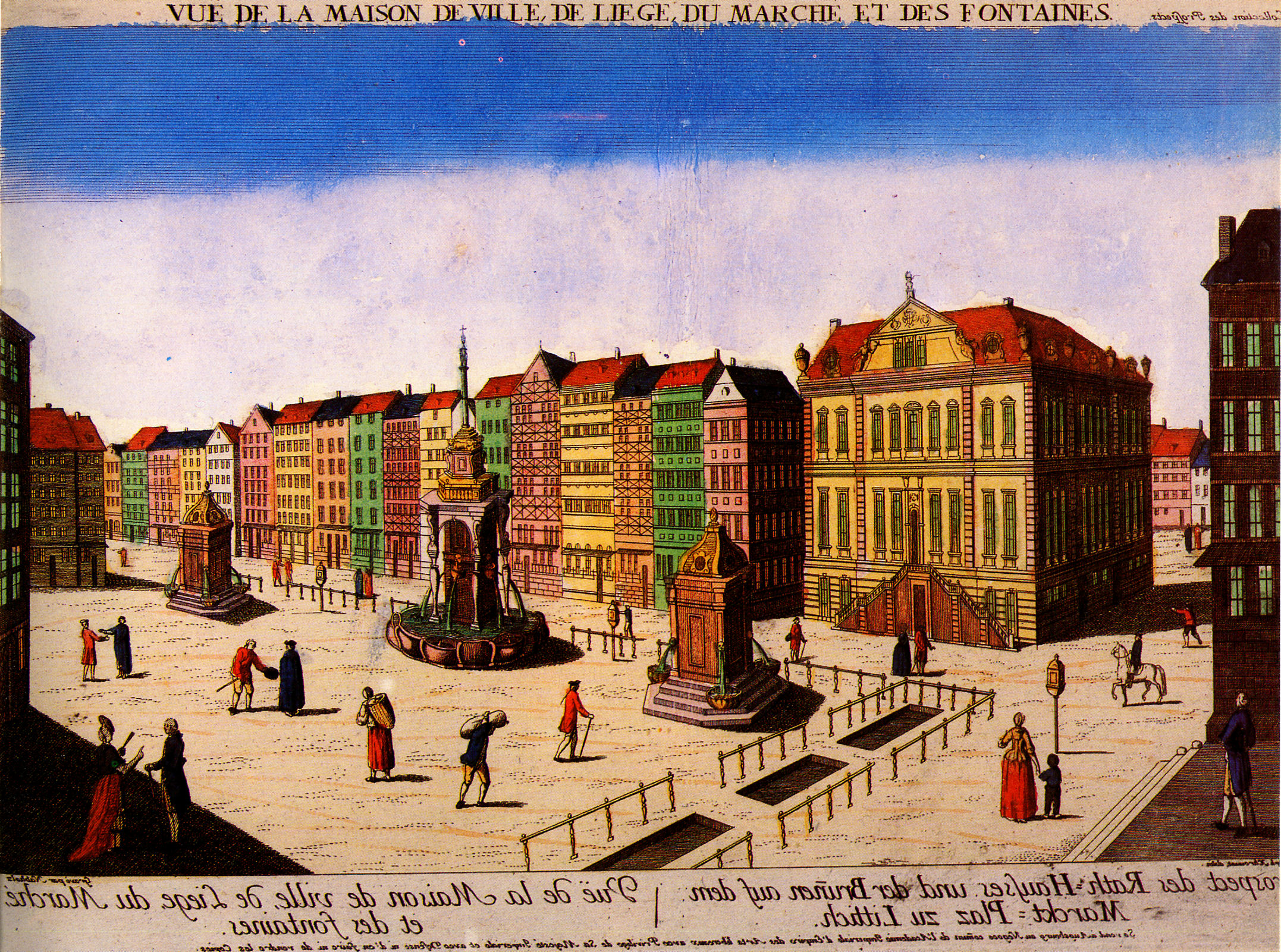
A Place du Marché e a Câmara Municipal de Liège em meados do século XVIII

Em 18 de agosto de 1789, Jean-Nicolas Bassenge e outros democratas reuniram-se no hôtel de ville, exigindo a demissão dos magistrados e a sua substituição pelos populares prefeitos Jacques-Joseph Fabry e Jean-Remy de Chestret. A cidadela de Sainte-Walburge caiu nas mãos dos insurgentes e Hoensbroeck foi arrastado de seu palácio de verão em Seraing para ratificar a eleição dos novos edis e abolir a decisão de 1684. No entanto, isto foi apenas um estratagema e alguns dias depois o príncipe-bispo fugiu para Trier, na Alemanha. O tribunal do Sacro Império Romano condenou a Revolução de Liège e ordenou a reimposição do Antigo Regime no principado.

Entretanto, a natureza insurgente da Revolução foi tal que o principado foi abolido e uma república criada, dois anos antes de a França fazer o mesmo.  Os Estados do antigo principado prepararam uma constituição, incluindo tributação igual para todos, a eleição dos deputados pelo povo e a liberdade de trabalho. Uma 'Déclaration des droits de l'homme et du citoyen de Franchimont'  também foi adotada em 16 de setembro de 1789 - embora em grande parte inspirada na Declaração Francesa dos Direitos do Homem e do Cidadão (votada como lei 20 dias antes), continha algumas diferenças significativas:

- Artigo 3: A soberania residia no povo e não na nação
- Artigo 10: Todo cidadão era livre de pensamentos e opiniões (sem outras restrições)
- O artigo 17.º, relativo à propriedade, foi omitido, uma vez que os direitos civis e individuais dos habitantes da nova república, incluindo os relativos à propriedade, já eram sacrossantos desde 1196 (Charte d'Albert de Cuyck).

De novembro de 1789 a abril de 1790 os prussianos ocuparam a cidade de Liège e outras grandes cidades do principado, tendo sido encarregados de mediar entre os revolucionários e o Círculo Baixo Reno-Vestefália. No entanto, revelou-se impossível conciliar as aspirações liberais do povo com o autoritarismo obstinado do ainda exilado Hoensbroeck. Leopoldo II, Sacro Imperador Romano, recapturou os Países Baixos austríacos e depois interveio para restabelecer o poder episcopal em sua totalidade.

### Primeira Restauração (1791-1792)

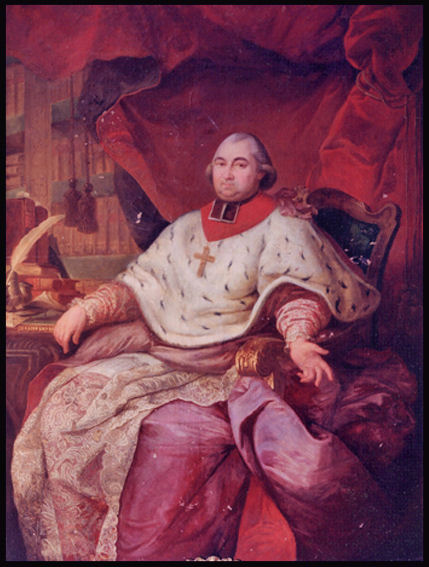
François-Antoine-Marie de Méan, último príncipe-bispo de Liège

As tropas republicanas voluntárias de Liège (cantando "Valureux Liégeois" do abade Gilles-Joseph-Evrard Ramoux) foram claramente incapazes de conter o exército austríaco, que entrou em Liège em 12 de janeiro de 1791. Hoensbroeck recuperou assim o seu trono e sofreu várias represálias, confiscando os bens e propriedades dos democratas de Liège e forçando a maioria deles a fugir para França. Foi entre estes exilados que a França revolucionária encontrou os seus mais fervorosos apoiantes. Hoensbroeck tornou-se conhecido pelo seu povo como 'o tirano de Seraing' e os seus rigores e erros de 1791 a 1792 criaram um estado de fomento e boas condições para a França assumir o controlo de Liège, que era um estado pró-França desde o século XV e onde o Iluminismo havia sido difundido por editores franceses como Pierre Rousseau.  Hoensbroeck morreu em 3 de junho de 1792 e foi sucedido por François-Antoine-Marie de Méan. Em 21 de setembro de 1792, a França, já em guerra com a Áustria e a Prússia, aboliu a sua monarquia. A guerra logo se espalhou pelo que hoje é a Bélgica, incluindo Liège.

### Primeiro período francês (1792-1793)

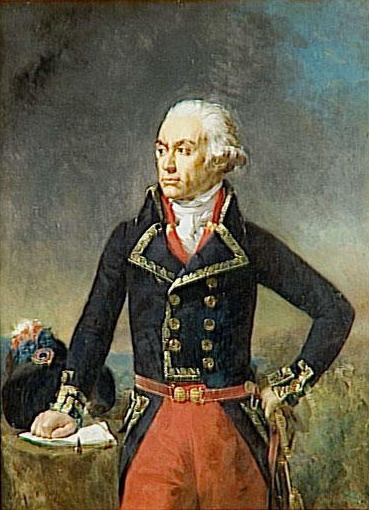
General Dumouriez

Em 6 de novembro de 1792, o general francês Dumouriez infligiu uma pesada derrota aos austríacos na batalha de Jemappes - ele então entrou em Liège em 28 de novembro, em meio ao entusiasmo popular, embora as cidades flamengas estivessem mais silenciosas em seu entusiasmo. Os liberais de Liège exilados com o retorno de Hoensbroeck reentraram na cidade com o exército francês e François-Antoine-Marie de Méan fugiu. Mais importante do que estas demonstrações de entusiasmo, porém, foi a contribuição efectiva que os franceses obtiveram agora pela primeira vez da população e dos seus líderes, como o estabelecimento de uma nova assembleia por sufrágio universal.

### Plebiscito para anexação pela França

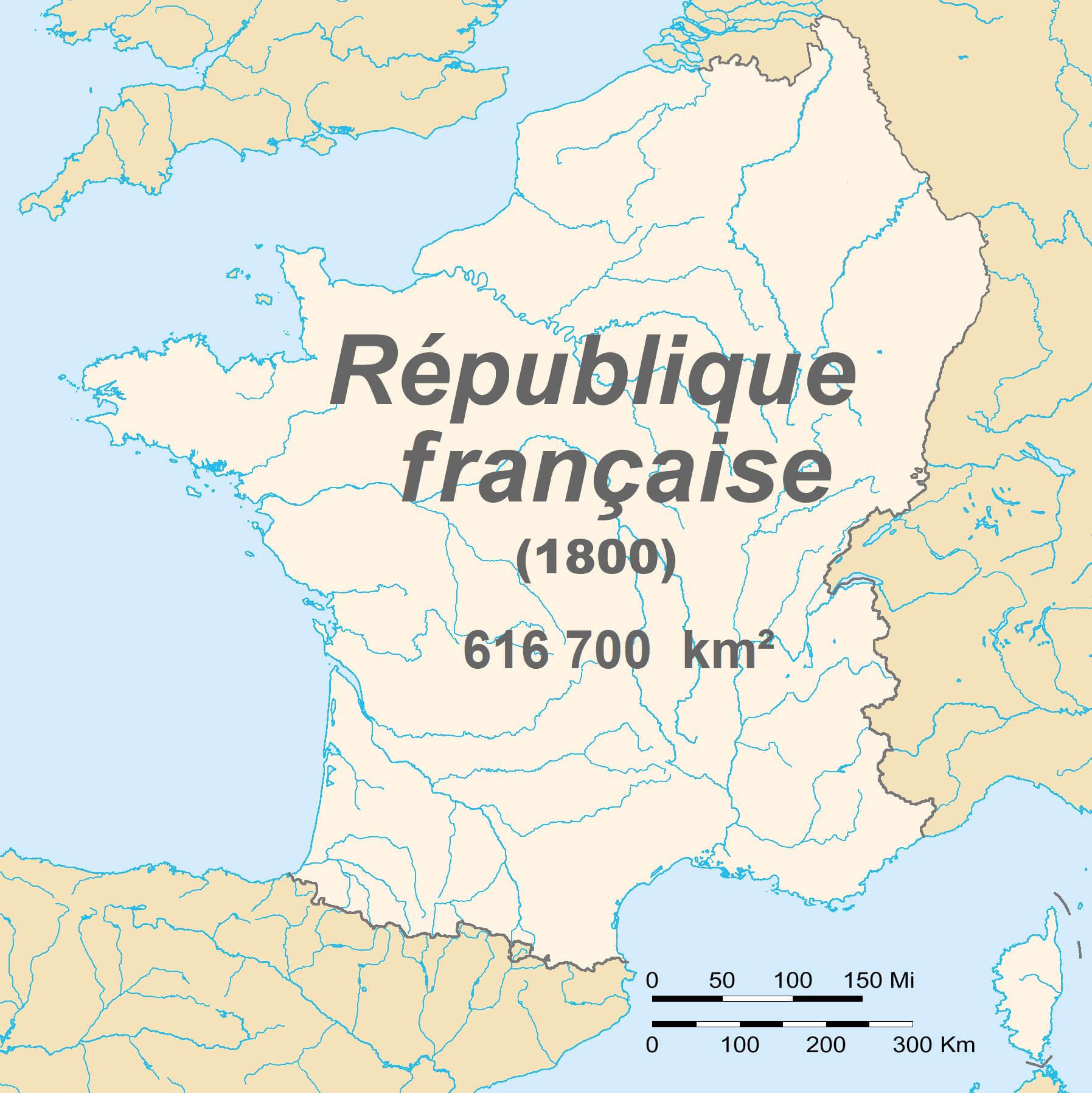
A Primeira República Francesa em 1800

A presença francesa permitiu a reforma das sociedades políticas - incluindo a société des amis de la Liberté . Mesmo que estas sociedades de Liège tenham desempenhado um papel importante no sentido de conseguir que Liège votasse a favor da anexação pela França, a iniciativa para esse movimento pertenceu ao país de Franchimont.

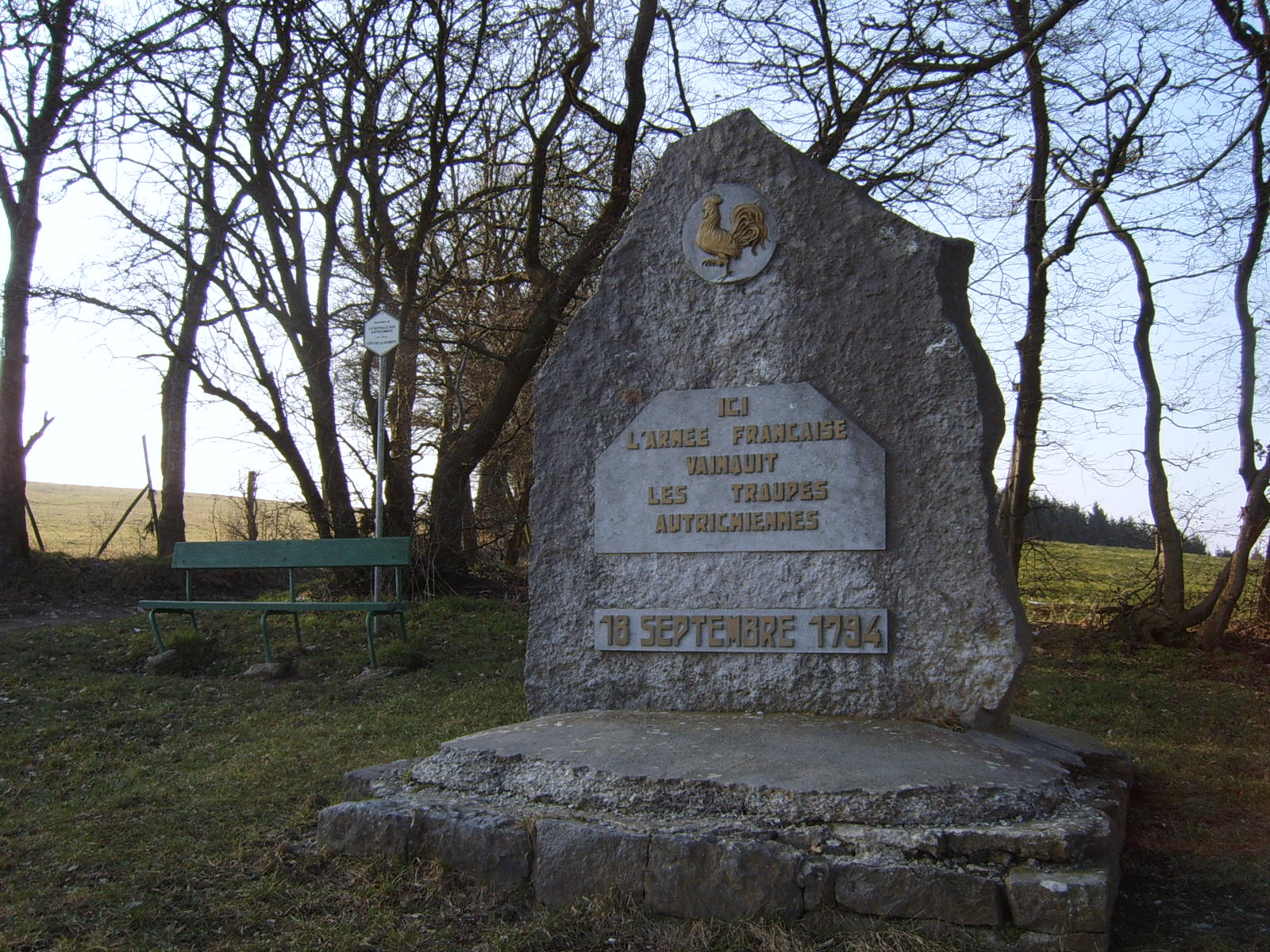
Monumento no local do Redoute, local da batalha de Sprimont em 17 de setembro de 1794

Jean-Nicolas Bassenge foi encarregado de redigir um relatório, que foi depois discutido, aprovado e distribuído e que serviu de base para o município de Liège ir à votação. Segundo ele, o antigo principado de Liège decidiu separar-se do Sacro Império Romano e, portanto, não tinha outra solução senão fundir-se com a França. Com efeito em 1792, era impensável que o principado permanecesse independente. Os revolucionários já não queriam o Antigo Regime e a sua separação do Ducado de Brabante ainda não estava completa - se Liège quisesse evitar ser esmagada pelos austríacos, unir-se à França era a sua única opção. O relatório também apresentou as condições em que o município votou pela fusão.
As eleições foram abertas a todos os homens que tivessem completado 18 anos. Pelos números de eleitores, as eleições no antigo principado de Liège parecem ter sido mais livres e mais importantes do que nos Países Baixos austríacos. Na cidade de Liège registaram-se 9.700 eleitores, representando 50% do eleitorado efetivo previsível. Houve 40 votos “não”, 748 votos para uma fusão condicional, 1548 para uma fusão pura e simples e os restantes para uma fusão com algumas das condições. Características notáveis são o voto massivo pelo “sim” e a considerável participação eleitoral, quando a participação não era obrigatória. Mesmo assim, é preciso lembrar que muitos opositores à medida preferiram se abster na votação. Isto foi comparado com 3.000 eleitores em Mons e 2.000 em Ghent durante as eleições nos antigos Países Baixos austríacos.
Pode-se dizer que as eleições de Liège em 1793 foram representativas da opinião do principado, embora isso derivasse tanto das circunstâncias históricas dos conflitos entre o Antigo Regime e a República como da marcada francofilia de Liège. A revolução de Liège de 1789 explica o desacordo entre os habitantes de Liège e os seus ocupantes franceses e as diferenças no tratamento dos seus habitantes pelos franceses. A Revolução de Brabante foi contra o despotismo reformador de José II, Sacro Imperador Romano, onde tanto o de Liège como o da própria França visavam modificar profundamente o sistema social e político do Antigo Regime.

### Segunda Restauração (1793-1794)

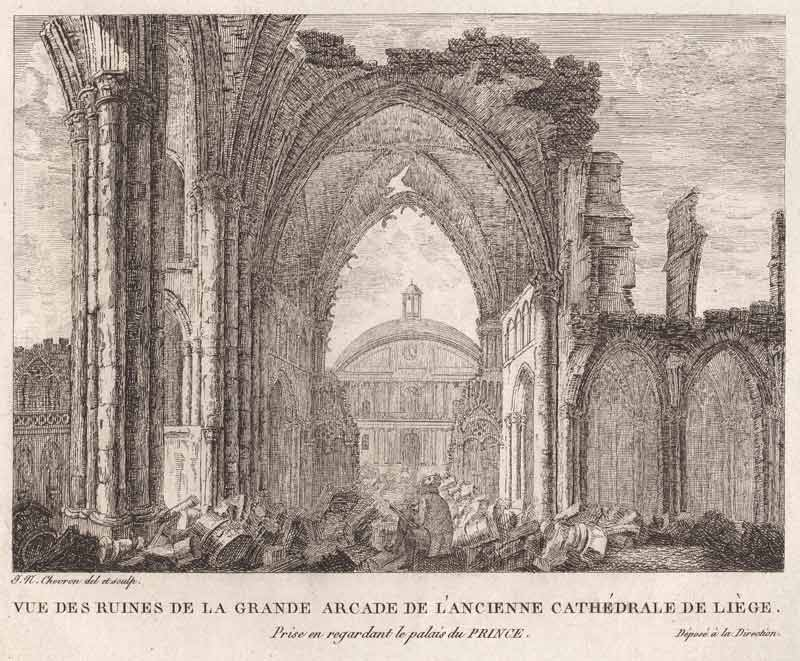
A catedral de Saint Lambertus durante sua destruição em 1794.

Brasão de armas de Liège como "Bonne ville", primeira classe do Primeiro Império Francês.

Em março, o exército francês foi derrotado em Neerwinden. Os austríacos reintegraram então o príncipe-bispo, mas esta restauração teve vida curta. Em 26 de junho de 1794, as tropas republicanas francesas derrotaram os austríacos em Fleurus. Em 27 de julho de 1794, as tropas austríacas deixaram Liège depois de bombardearem e incendiarem o distrito de Amercœur. O último príncipe-bispo, François-Antoine-Marie de Méan, exilou-se. A batalha de Sprimont, em 17 de setembro, em Fontin, entre Esneux e Aywaille, foi a última batalha antes da conquista definitiva do antigo principado. Um dos lados do percurso de ciclismo Liège–Bastogne–Liège, La Redoute, leva o nome de uma posição fortificada envolvida nesta batalha.

### Segundo período francês (1794-1815)
A primeira ocupação francesa de Liège (1792-1793) foi cheia de esperança para os seus habitantes ligados à independência de Liège, mas os perigos militares que entretanto sofreu tornaram Liège consciente do perigo do isolamento. As ilusões de independência desapareceram rapidamente após a segunda ocupação francesa (1794-95), com o país desmembrado e considerado como território conquistado pela França, que estava então no auge do Reinado do Terror. Essa segunda ocupação culminou na rápida integração dos territórios valões do principado na própria França, que durou de 1795 a 1814.
Em 1795, a Convenção Nacional decretou a anexação de Liège após uma votação a favor de tal ação por parte dos habitantes de Liége, dividindo-a em três departamentos chamados Ourthe, Meuse-Inférieure e Sambre-et-Meuse. Isto significou que Liége desapareceu como uma entidade única, embora os três novos departamentos fossem leais à França, ao contrário dos outros "départements réunis". Esta ação foi codificada em 1801 pela Concordata de 1801 entre Bonaparte e o papa Pio VII. Bonaparte visitou Liège em 1803, ocasião em que Ingres pintou um retrato dele (intitulado Bonaparte, Primeiro Cônsul) para oferecer à cidade. O Barão Micoud d'Umons tornou-se prefeito de Ourthe em 1806 e assim permaneceu até 1814 e o fim da anexação. Após a derrota de Napoleão para a Sexta Coalizão, as potências da Coalizão decidiram no Congresso de Viena conceder Ourthe ao Reino dos Países Baixos.

## Historiografia

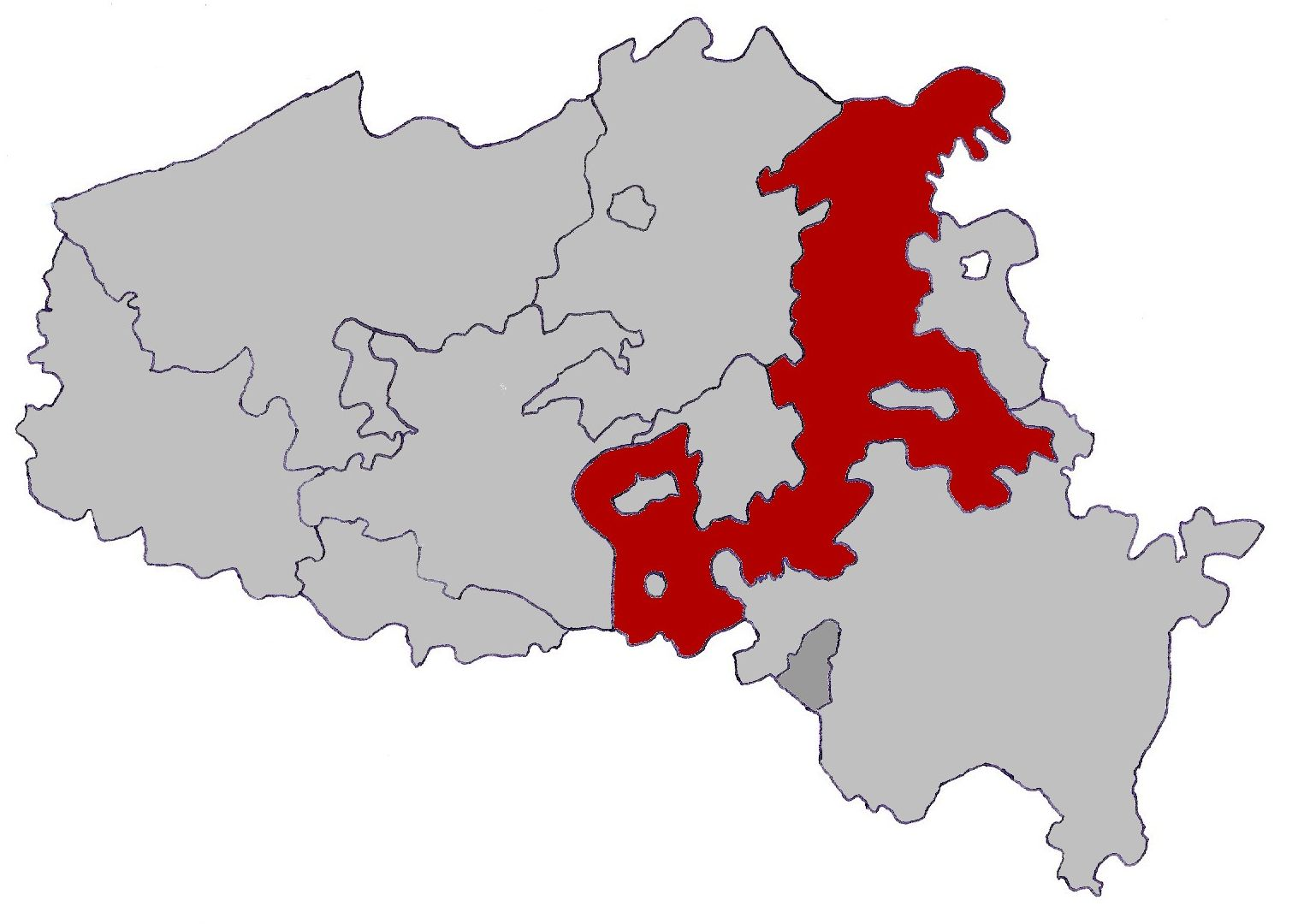
O principado (vermelho) cortou os Países Baixos austríacos (cinza) em dois.

Segundo Hervé Hasquin,  a Revolução de Liège espelhou a Revolução Francesa ou mesmo fez parte dela. Ambas as revoluções começaram em 1789 e na interpretação de Hasquin a Revolução de Liège continuou após o retorno temporário do príncipe-bispo - ele vê uma segunda fase com a entrada das tropas revolucionárias francesas em Liège em 1792, e uma terceira fase em 1794 com o segundo retorno dos franceses. Nesta interpretação a Revolução de Liège só terminou em 1795 com o desaparecimento do principado e a sua anexação pela França. Durante esta fase a Revolução teve vários episódios extremos, como a demolição da catedral Saint-Lambert pelos revolucionários da cidade. Os habitantes do principado receberam pela primeira vez o sufrágio universal masculino e também votaram em plebiscito pela anexação francesa.
Outros historiadores vêem a revolução ocorrendo durante a ausência do príncipe-bispo entre sua partida na noite de 26 para 27 de agosto de 1789 e seu retorno em 12 de fevereiro de 1791. Nesta interpretação, a Revolução de Liège foi uma contrapartida à Revolução de Brabante nos Países Baixos Austríacos, que foi esmagada. Mesmo assim, esta interpretação contém uma contradição – a Revolução de Liège e a Revolução Francesa visavam ambas colocar questões igualitárias sobre a ordem política e social, enquanto a Revolução de Brabante dependia de contestar e rejeitar as reformas igualitárias de José II, Sacro Imperador Romano. A Revolução de Liège levou à anexação do principado pela França, o que significa que os seus habitantes não participaram na Revolução de Brabante ou nos Estados Unidos da Bélgica.